# Minglanilla (Cebu)
Minglanilla è una municipalità di prima classe delle Filippine, situata nella Provincia di Cebu, nella Regione del Visayas Centrale.
La municipalità da parte dell'Area metropolitana di Cebu.
Minglanilla è formata da 19 baranggay:
- Cadulawan
- Calajo-an
- Camp 7
- Camp 8
- Cuanos
- Guindaruhan
- Linao
- Manduang
- Pakigne
- Poblacion Ward I
- Poblacion Ward II
- Poblacion Ward III
- Poblacion Ward IV
- Tubod
- Tulay
- Tunghaan
- Tungkil
- Tungkop
- Vito